# Diplorhynchus condylocarpon
Diplorhynchus condylocarpon är en oleanderväxtart som först beskrevs av Müll.Arg., och fick sitt nu gällande namn av Marcel Pichon. Diplorhynchus condylocarpon ingår i släktet Diplorhynchus och familjen oleanderväxter. Inga underarter finns listade i Catalogue of Life.